# Osterhofen
Osterhofen (pronunciación en alemán: /oːstɐˈhoːfn̩/ⓘ) es un municipio situado en el distrito de Deggendorf, en el estado federado de Baviera (Alemania), con una población estimada, a finales de 2019, de 11 764 habitantes.
Se encuentra ubicado al este del estado, en la región de Baja Baviera, cerca de la frontera con Austria y República Checa, a orillas del río Danubio.